# 노경임
노경임(盧景任, 1569년~1620년)은 조선의 문신이다.

## 생애
1591년, 별시문과에 병과로 급제하여 예문관검열, 홍문관정자가 되었으며, 1592년에 임진왜란이 일어나자 고향에서 의병을 모집해 대항하였다.
그후 사헌부지평, 예조좌랑·강원도순안어사(江原道巡按御使), 예조정랑, 지영해부사(知寧海府事)·성주목사 등을 지냈다.